# Under the Cherry Moon
Under the Cherry Moon is een Amerikaanse zwart-witfilm uit 1986, geregisseerd door Prince en met Prince in de hoofdrol. Andere belangrijke rollen werden vertolkt door het voormalige The Time-lid Jerome Benton en de Britse acteurs Kristin Scott Thomas en Steven Berkoff. De muziek van het album is het Prince-album Parade met de hitsingle Kiss.
Deze tweede speelfilm van Prince probeert meerdere thema's en stijlen te combineren, waaronder musical, romantische komedie en drama. Daarnaast vermengt het de sfeer van de jaren dertig, vijftig en tachtig.

## Ontstaan
Als eerste werd Becky Johnson aangesteld om het filmscript te schrijven. In juni 1985 vertrok Prince, samen met een van zijn managers Steve Fargnoli en anderen, naar Parijs om een filmlocatie te zoeken en andere zaken te regelen ten behoeve van de film. Het plan om in Nice, aan de Franse Rivièra, de film op te nemen ontstond tijdens een reis naar Zuid-Frankrijk.
Warner Bros. waren niet erg enthousiast over de ideeën voor de film waar Prince mee kwam, maar omdat ze Prince al carte blanche hadden gegeven, moesten ze hem zijn zin geven. Vooral over de plannen om de film in zwart-wit te filmen en over het einde van de film waren ze niet gelukkig. Als compromis zou de film in zwart-wit worden uitgebracht, maar in kleur worden opgenomen. Dat laatste zou inderdaad gebeuren, op een paar scènes na die in verband met het lichteffect direct in zwart-wit geschoten moesten worden.
Als eerste regisseur kwam Jean-Baptiste Mondino in beeld, maar die was al met een ander project bezig. Prince probeerde tijdens een toevallige ontmoeting met de Amerikaanse-Siciliaanse filmregisseur Martin Scorsese in Parijs, deze over te halen om de film te regisseren, maar Scorsese bedankte hier vriendelijk voor, met als reden dat het "geen goed idee is dat twee genieën samenwerken". Uiteindelijk werd Mary Lambert als regisseur aangesteld, bekend van enkele Madonna-video's. Na enkele onenigheden over de inhoud van de film en enkele persoonlijke irritaties, werd ze echter ontslagen en op de titelrol als creatief adviseur vermeld. Veel van haar inbreng is echter niet meer in het eindresultaat te zien. Prince nam na haar ontslag zelf de regie in handen.
De filmploeg werd voor en ook tijdens de opnamen een paar keer veranderd. Prince had vooraf de wens om Madonna de rol van Mary te laten spelen; Madonna bedankte echter meteen voor het aanbod. Daarna ontstond het idee om Prince zijn toenmalige vriendin Susannah Melvoin de rol van Mary te laten spelen. Uiteindelijk werd besloten om een professionele actrice voor de rol te vragen en werd de toen nog vrij onbekende Britse actrice Kristin Scott Thomas voor de rol gevonden. Isaac Sharon (Mary's vader) zou oorspronkelijk gespeeld worden door Terence Stamp, maar bedankte na enkele opnamen, omdat hij niet tevreden was met hoe de film zou gaan worden en hoe het er op de set aan toe ging, en werd vervangen door Steven Berkoff. De onervaren Emmanuelle Sallet, die de rol van de Katy speelde in de uiteindelijke versie, had oorspronkelijk een veel kleinere rol, die echter werd vergroot nadat zij Prince had ontmoet tijdens een etentje. Daarnaast wordt beweerd dat de rol van Mary's moeder oorspronkelijk juist groter was, maar dat die verkleind werd in de laatste revisie van het filmscript. Opvallend was uiteindelijk dat in tegenstelling tot de voorganger Purple Rain, er in Under the Cherry Moon een groot aantal professionele acteurs meespeelden. Naast Jerome Benton was er geen enkel bandlid of andere protegé van Prince in de film te zien. Er zijn meerdere schetsen van het filmscript in omloop, die laten zien welke revisies het verhaal heeft ondergaan. Op 7 september was het derde en definitieve script klaar.
De film werd uiteindelijk in oktober en november 1985 opgenomen in en rond Nice en in de Studios de la Victorine in Nice. Tijdens de opnamen nam Prince de videoclip op van het Around the World in a Day-nummer America en nam hij enkele nummers op in een studio in Londen. Terug in de Verenigde Staten verzorgde hij vanaf begin december in Beverly Hills de postproductie voor de film en maakte dezelfde maand in Los Angeles het album Parade af. De film zou uiteindelijk zijn première beleven op 1 juli 1986 in het plaatsje Sheridan in de Amerikaanse staat Wyoming. De reden om hier de première te houden, was een door MTV en Warner Bros. uitgeschreven wedstrijd, die werd gewonnen door de hier wonende twintigjarige Lisa Barber.

## Ontvangst
Toen de film in 1986 werd uitgebracht, verwachtten velen een soort vervolg op de commercieel zeer succesvolle film Purple Rain uit 1984. Op een geacteerde playback-scène van Girls & Boys, de hitsingle Kiss tijdens een kusscène en wat losse pianofragmenten na, was de rest van de muziek als achtergrondmuziek te horen, waardoor volgens de critici de commerciële potentie van de film werd verminderd. De meerderheid van de critici was niet onder de indruk van de film en beschreven Prince als een zelfingenomen egotripper, ook al was er wel lof voor de cinematografie van de film en de vele kostuums, die volgens deze critici helaas niet goed tot hun recht kwamen omdat het een zwart-witfilm was.
De film werd commercieel slecht ontvangen en er waren veel landen, waaronder Nederland, waar de film maar in enkele bioscopen te zien was. Under the Cherry Moon slaagde er bovendien niet in nieuw publiek te trekken, ook al was er vooraf veel publiciteit geweest, waaronder een speciale MTV-première in Sheridan, Wyoming.
Het budget van de film lag rond de twaalf miljoen dollar. De totale opbrengst zou uiteindelijk ruim tien miljoen dollar bedragen en de opbrengst inclusief VHS en dvd-verkoop bedroeg tot 2005 zo'n $12,5 miljoen. De meeste critici bestempelden de film daarom uiteindelijk als een commerciële en artistieke flop. Toch bereikte de film jaren later een cultstatus, mede door de humor en de vreemde mengeling van de sfeer van de verschillende decennia.
Het muziekalbum Parade werd door de critici beter ontvangen. Commercieel deed het album het vooral goed in Europa. In verband met de tegenvallende bezoekersaantallen van de film en de in de Verenigde Staten tegenvallende verkoopcijfers van Parade besloot Prince om het Amerikaanse deel van de Under the Cherry Moon Tour te annuleren en die zomer op tournee te gaan in Europa en Japan.

## Verhaal
Het verhaal gaat over de twee Amerikaanse gigolo's Christopher Tracy (Prince) en zijn kompaan Tricky (Jerome Benton) die de Rivièra afstruinen op zoek naar mooie rijke vrouwen, om te pogen die met hun onconventionele charmes te verleiden en uiteindelijk te bedriegen, om zo zelf rijker te worden. Christopher en Tricky hebben vernomen dat Mary Sharon (Kristin Scott Thomas), de dochter van een rijke en corrupte Britse scheepsmagnaat, op haar eenentwintigste verjaardag een groot fortuin zal erven. Die verjaardag is diezelfde dag en Christopher en Tricky zorgen ervoor dat ze op haar groots opgezette verjaardagsfeest komen, waar ze Mary proberen te verleiden. De situatie wordt gecompliceerd wanneer Christopher verliefd wordt op Mary. Mary's vader Isaac Sharon (Steven Berkoff) heeft Mary aan de zoon van een rijke compagnon beloofd, waar Mary mee verloofd is en keurt Christopher sterk af.
Christopher sleurt Mary zijn leven in en begint te beseffen wat ware liefde is. De ouders van Mary komen hierachter tijdens een vooraf bedachte playback-uitvoering van Girls & Boys in een chic restaurant. De vader van Mary probeert actief zijn dochter van Christopher weg te houden, echter Christopher en Mary trekken hun eigen plan. Hij wordt echter nog steeds achtervolgd door zijn verleden en Mary komt achter zijn gigolo-verleden. Ook blijkt zijn kompaan Tricky verliefd te zijn op Mary en wordt de vriendschap tussen de twee op de proef gesteld. Mary vertrekt teleurgesteld naar haar verloofde in New York, maar Christopher kan dat net op tijd voorkomen, neemt haar mee en verklaart haar de onvoorwaardelijke liefde, wat uiteindelijk beantwoord wordt. De vader van Mary, die dit als een ontvoering ziet, gebruikt zijn macht om de plaatselijke politie opdracht te geven om kost wat kost Tracy terug te brengen. Na een achtervolging wordt Christopher neergeschoten en sterft in de armen van Mary. De film eindigt in Miami met Tricky en Katy (huisbaas en vriend van Christopher en Tricky), waar Tricky ondertussen een affaire mee had gekregen.

## Rolverdeling
(alleen acteurs die in de film een naam hebben)
| Acteur               | Personage         |
| -------------------- | ----------------- |
| Prince               | Christopher Tracy |
| Jerome Benton        | Tricky            |
| Kristin Scott Thomas | Mary Sharon       |
| Steven Berkoff       | Isaac Sharon      |
| Emmanuelle Sallet    | Katy              |
| Alexandra Stewart    | Mrs. Sharon       |
| Francesca Annis      | Mrs. Wellington   |
| Sylvain Lévignac     | Eddy              |
| Guy Cuevas           | Lou               |
| Patrice Melennec     | Larry             |